# Viola Valentino
Viola Valentino nom de scène de Virginia Minnetti, née  à Canzo le 1er juillet 1949, est une chanteuse et actrice italienne.

## Biographie
Virginia Minnetti commence sa carrière en tant que chanteuse en 1968 sous le nom de Virginia et entreprend ensuite de chanter avec son mari dans un duo nommé « Renzo & Virginia ». Elle est remarquée par Giancarlo Lucariello, producteur du groupe de rock italien Pooh  qui crée un personnage sensuel mais délicat, caractérisé par une voix sussurée.
En 1979, elle commence à chanter sous le nom de Viola Valentino. Sa première chanson Comprami («Achète moi») fait polémique car elle peut être interprété au premier degré comme un hymne à la prostitution. Cette chanson la rend célèbre et est abondamment vendue en Italie et en Espagne.
En 1980, elle chante deux autres chansons qui deviennent également des tubes, Sei una bomba (« Tu es une bombe ») et Anche noi facciamo pace (« Nous aussi faisons la paix »). La même année, son premier album Cinema (« Cinéma ») sort.
En 1982, Viola Valentino participe pour la première fois au Festival di Sanremo avec la chanson Romantici (« Romantiques »). La même année sort son deuxième album In primo piano (« Au premier plan ») et Sola (« Seule »). À cette époque, Viola Valentino est au zénith de sa renommée et est invitée à jouer dans le film Delitto sull'autostrada (« Délit sur une autoroute »).
En 1983, elle participe à nouveau au Festival di Sanremo avec la chanson Arriva arriva (« Arrive, arrive »). Depuis lors, l'intérêt du public pour Viola Valentino décline. Dans les années 1980, elle joue dans les films Due strani papà (1983) et Le volpi della notte (1986).
En 1986, Viola Valentina chante la chanson Il posto della luna (« L'endroit de la lune »), qui connaît un succès modéré.
En 1991, un album intitulé Un angelo dal cielo (« Un ange du ciel ») contient les meilleures chansons de Viola Valentino. En 2006, elle participe au programme de téléréalité Musicfarm.
Viola Valentino a été mariée avec le chanteur Riccardo Fogli.
Deux fois, ses photos sont apparues en couverture de Playboy.

## Discographie

### Albums
- 1978 : Uno (avec le groupe Fantasy)
- 1980 : Cinéma
- 1982 : Piano primo
- 1991 : Un angelo dal cielo
- 1994 : Esisto
- 1998 : Il viaggio
- 2004 : Made in Virginia
- 2010 : Alleati non ovvi

### EP
- 1985 : L'angelo
- 2009 : I tacchi di Giada

### Simgles
- 1968 : Dixie / Pensandoci su (sous le nom de Virginia)
- 1970 : Zan zan / I 10 comandamenti dell'amore (sous le nom de Renzo e Virginia, avec Riccardo Fogli )
- 1978 : Cantando (sous le nom de Fantasy)
- 1979 : Comprami / Californie
- 1980 : Sei una bomba / Sono così
- 1980 : Anche noi facciamo pace / Sì mi va
- 1981 : Giorno popolare / Prendiamo i pattini
- 1981 : Sera coi fiocchi / Come Un cavallo pazzo
- 1982 : Romantici / Rido
- 1982 : Sola / Amiche
- 1983 : Arriva arriva / Balere
- 1984 : Verso sud / Traditi
- 1985 : Addio Amor
- 1986 : Il posto della luna / La vérité
- 1987 : Devi ritornare / Dentro una notte di festa
- 1991 : Un angelo dal cielo / Quasi mezzanotte
- 1994 : Me marito se n'è ito
- 1994 : Onda tra le onde
- 1995 : Probabilmente niente
- 1996 : Estasi
- 1997 : Anime d'autunno (Libertango)
- 1998 : Viens quando fuori piove
- 1999 : Aspettando Elia
- 2000 : Comprami 2000 avec Zerodecibel
- 2002 : La surprise de l'amour
- 2004 : Dea
- 2004 : Acqua, fuoco, aria, terra
- 2006 : Barbiturici nel thè

## Filmographie partielle
- 1982 : Delitto sull'autostrada de Bruno Corbucci
- 1983 : Due strani papà  de Mariano Laurenti
- 1986 : Le volpi della notte (téléfilm) de Bruno Corbucci